# Somatolophia haydenata
Somatolophia haydenata là một loài bướm đêm trong họ Geometridae.